# Bootania maxima
Bootania maxima är en stekelart som först beskrevs av Embrik Strand 1911.  Bootania maxima ingår i släktet Bootania, och familjen gallglanssteklar. Inga underarter finns listade.